# Tsageri (distrikt)
Tsageri (georgiska: ცაგერის მუნიციპალიტეტი, Tsageris munitsipaliteti) är ett distrikt i Georgien. Det ligger i regionen Ratja-Letjchumi och Nedre Svanetien, i den nordvästra delen av landet.